# Emil Hassler
Emil Hassler, född den 28 juni 1864 i Aarau, Schweiz, död den 4 november 1937 i Asunción, Paraguay, var en schweizisk läkare, etnograf, naturforskare och botaniker känd för sina samlingar och bidrag till Paraguays flora. 
1884 började Hassler studera medicin i Cuiabá, Brasilien. Mellan september 1885 och mars 1887 gjorde han sin första forskarresa till Mato Grosso, där han gjorde sina första etnografiska insamlingar. 1889 var han Paraguays utställningskurator vid Världsutställningen 1889 i Paris och 1893 presenterade han sitt etnografiska arbete vid World's Columbian Exposition. Han gjorde sina första botaniska insamlingar 1895 och flyttade 1897 till Paraguay för att göra fler botaniska utforskningar. Detta ledde 1898 till publikationen av den första delen av Plantae Hasslerianae med fler delar som gavs ut fram till 1907. 1898 flyttade han till San Bernardino, Paraguay och gjorde fram till 1908 flera botaniska expeditioner över hela landet, främst i den östra regionen tillsammans med Teodoro Rojas. Han återvände regelbundet till Schweiz under denna period och flyttade 1909 till Pinchat i närheten av Genève. 1914 gjorde Hassler ytterligare en resa till Paraguay, denna gång tillsammans med Robert Chodat och 1920 bosatte han sig slutligen i Paraguay. 1921 medverkade Hassler vid bildandet av Sociedad Científica del Paraguay och blev dess hedersordförande. 
1932, under Chacokriget, startade och drev Hassler ett sjukhus för skadade där han arbetade som kirurg och utnämndes till hedersöverste i Paraguays armé för sitt arbete. 
Den 28 oktober 1934 utsågs han till hedersdoktor vid Universidad Nacional de Asunción.
Auktorsnamnet Hassl. kan användas för Emil Hassler i samband med ett vetenskapligt namn inom botaniken; se Wikipediaartiklar som länkar till auktorsnamnet.